# Colletes eous
Colletes eous är en biart som beskrevs av Morice 1904. Colletes eous ingår i släktet sidenbin, och familjen korttungebin. Inga underarter finns listade i Catalogue of Life.